# Дуброво (Псковский район)
Дуброво — деревня в Логозовской волости Псковского района Псковской области России.
Расположено в 10 км к западу от Пскова и в 5 км к северо-западу от Неёлово.
Южная часть населённого пункта — бывшая деревня Поддубье — слита с д. Дуброво 29 августа 1961 года.
| 2001 | 2002 | 2010 | 2012 |
| ---- | ---- | ---- | ---- |
| 491  | ↘441 | ↗459 | ↗542 |